# Дијецеза Исток
Дијецеза Исток или дијецеза Оријент (лат. Dioecesis Orientis, грч. Διοίκηση Ανατολής), је била дијацеза позног Римског царства, укључуивала је покрајине на из западног дела Блиског истока, између Средоземног мора и Месопотамије. Током касне антике, то је била један од главних комерцијалних, пољопривредних, верским и интелектуалним области царства, а њен стратешки положај окренут према Сасанидиском царству и немирна пустињска су племена јој дали изузетан војни значај.
Њен главни град је био у Антиохија, а њен гувернер имао је посебан назив комес Оријентис ("Управитељ Истока", ачин вир спектабилис и каснији вир Глориосус) уместо обичног "Викариус".Дијецеза је основана након реформи Диоклецијана (р. 284-305), и била је подређена преторијанском префектуре на истоку.
Дијецеза је укључени првобитно укључивала све блискоисточне покрајине Царства: Исаврија, Киликија, Кипар, Еуфратенсис, Месопотамија, Осроена, Сирија Коела, Феникија, Палестина Прима, Палестина Секунда, Арабија, и египатске провинције Аегиптус, Аугустамника, Тебаис, Либија Супериор и Либија Инфериор, које су груписане у одвојене Дијецезе Египта под Валенсом (р. 364-378). Током 4. века, неколико покрајине је подељено, што је резултирало појавом нових провинција Киликија I и II Киликија, Сирија I и Сирије II Салутарис, Феникије I и II Феникије Либаненсис (источно од планине Либана), Палестине I, Палестине II и Палаестине Салутарис (или Палаестина III). Последњи стварање нових покрајина било је у време владавине Јустинијана I (Р. 527-565), када је Теодорида, регион око Лаодикије, одвоји од Сирије I. Отприлике у исто време, Кипар је подељен и постало део нове супер-покрајине, у квестура Екеркитус.
Године 535, у оквиру својих административних реформи, Јустинијан I је укинуо Дијецезе, а комес Орјетнис постао је провинцијски гувернер Сирије I, задржавајући свој претходни чин вир спектабилис и његове приходе.
Цело подручје некадашње дијецезе дошао под Сасанидко-персијском окупацију током 610-тих и 620-тих година, током византијско-сасанидског рата 602-628. Убрзо након византијске победе у рату и опоравака региона, она је поново изгубиљена, овај пут трајно, у муслиманским освајањима: од 640-тих година, Киликија је формирала границу између Византије и новог арапског килафата, а Кипар је постао спорна територија. Од старих провинција Дијецезе Истока, само Исаврија и два дела Киликије остала су под византијском влашћу, груписани под новом Темом Анатоликом.

## Листа Комеса Оријента
- Lollianus Mavortius (330–336)
- Felicianus (335–?)
- Nebridius (354–358)
- Domitius Modestus (358–362)
- Iulianus (362–363)
- Aradius Rufinus (363–364)
- Eutolmius Tatianus (c. 370)
- Tuscianus (381)
- Flavius Eparchius Philagrius (c. 382)
- Proculus (383–384)
- Icarius (c. 384)
- Irenaeus (431–435)
- Ephraim of Amida (c. 522–c. 525)
- Asterius (587–588)
- Bacchus (588–589)
- Bonosus (c. 609–610)

## Галерија
- Мапа римског царства са дијецезом коју је створио Диоклецијан.